# Groeftandbosmuis
De groeftandbosmuis (Leimacomys buettneri) is een Afrikaanse knaagdier uit de Muridae. Er zijn slechts enkele exemplaren bekend, die aan het eind van de 19e eeuw zijn gevangen in bos bij Bismarckburg in het zuiden van Togo. Het is de enige soort van het geslacht Leimacomys en de onderfamilie Leimacomyinae. Lang is dit unieke knaagdier in de Dendromurinae of de Murinae geplaatst, maar zijn unieke morfologie past noch bij de een, noch bij de ander. Daarom wordt hij nu beschouwd als het enige lid van een aparte onderfamilie.
De groeftandbosmuis is een middelgrote, op de grond levende insectivoor. De weinig behaarde staart is zeer kort. Aan de voorvoeten zitten vier vingers, de vijfde is rudimentair. Aan de achtervoeten zitten vijf tenen. De klauwen zijn bijna recht. De vacht is dicht, zonder guard hairs. Deze soort heeft een grijsbruine rugvacht, die naar de buik toe wat lichter wordt. De kop-romplengte bedraagt 118 mm, de staartlengte 37 mm en het gewicht waarschijnlijk 50 à 60 gram.
De enige morfologische reden om de groeftandbosmuis in de Dendromurinae te plaatsen was een extra knobbel op de eerste twee bovenkiezen. Modern onderzoek wijst er echter op dat Leimacomys en de Dendromurinae dat kenmerk onafhankelijk hebben verworven.